# Cody Wilson

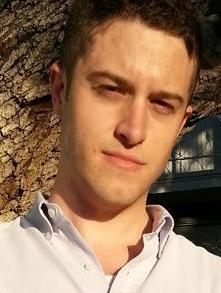
Cody Wilson, 2012

Cody Rutledge Wilson (* 31. Januar 1988) ist ein US-amerikanischer ehemaliger Jurastudent und Gründer von Defense Distributed, einer Organisation, die sich mit der Planung, Entwicklung und (vorerst experimentellen) Fertigung von frei verfügbaren (Open Source) Waffen-Designs beschäftigt, den sogenannten Wiki Weapons, die mittels 3D-Druckverfahren hergestellt werden können.
Wilson studierte an der juristischen Fakultät der University of Texas at Austin. Er wurde von der Zeitschrift Wired zu einem der 15 gefährlichsten Menschen der Welt gewählt. Wilson selbst beschreibt sich als Krypto-Anarchisten und Libertarier.

## Defense Distributed
Defense Distributed wurde 2012 gegründet. Wilson ist zurzeit der einzige offizielle (Presse-)Sprecher der Organisation, als deren „Mitgründer“ und „Director“ er sich bezeichnet.

### Entwicklung einer per 3D-Drucker herstellbaren Schusswaffe
Im Mai 2013 wurde berichtet, dass es Defense Distributed gelungen sei, eine funktionsfähige Schusswaffe fast vollständig durch einen 3D-Drucker herzustellen, die erfolgreich ein Testschießen absolviert hatte. Nach dem Bekanntwerden der Pläne von Defense Distributed drohte der 3D-Drucker-Hersteller Stratasys, Inc erst mit rechtlichen Schritten sowie mit der Rückforderung des an Wilson geleasten 3D-Druckers. Man kündigte kurz darauf mit sofortiger Wirkung den Leasing-Vertrag mit Wilson und schickte ihm sogar ein eigenes Team, das den 3D-Drucker bereits am nächsten Tag abholte. Später kaufte sich Wilson einen 3D-Drucker bei Ebay.
Wilson wurde daraufhin durch die US-amerikanische Bundesbehörde Bureau of Alcohol, Tobacco and Firearms (ATF) befragt. In weiterer Folge wurde ihm seine Universal-Waffenlizenz bewilligt, mit der es ihm gestattet ist, seine selbstentwickelten Komponenten herzustellen und zu vertreiben. Jedoch hatte er zu Anfang noch gar nicht geplant, die Komponenten online frei zum Herunterladen zur Verfügung zu stellen.
Die Pistole besteht aus 16 Einzelteilen, von denen 15 mit einem 3D-Drucker hergestellt werden können. Einzig der Schlagbolzen der Waffe ist aus Metall und besteht aus einem handelsüblichen Nagel. Defense Distributed gab der Waffe den Namen Liberator (Befreier). Bei der Namensgebung der Waffe orientierte man sich an der FP-45 Liberator, einer simplen einschüssigen Pistole, die die USA im Zweiten Weltkrieg aus der Luft abwarfen, um Partisanen zu unterstützen.
Defense Distributed stellte die Baupläne auf ihrer Webseite frei zur Verfügung. Nach eigenen Angaben wurden die Baupläne über 100.000 mal heruntergeladen. Am 9. Mai musste Wilson die Baupläne wieder von der Webseite löschen, nachdem das US-Außenministerium ihm vorgeworfen hatte, durch die Veröffentlichung Waffen-Exportvorschriften zu verletzen. Gleichwohl sind die Baupläne über Torrent-Seiten wie The Pirate Bay uneingeschränkt verfügbar.
Am 15. Mai 2013 zeigte der deutsche Privatsender ProSieben eine Kurzdokumentation über den Bau der Waffe. Unter Aufsicht eines lizenzierten Experten für Waffenherstellung fertigte die Redaktion anhand der veröffentlichten Baupläne die Waffe mittels eines Druckers für den Endkundenmarkt an. Cody Wilson hatte einen professionellen Industrie-3D-Drucker verwendet. Bei dem unter der Leitung eines Waffenexperten durchgeführten Test der Pistole stellt sich heraus, dass die Waffe zwar grundsätzlich eine Patrone zur Explosion bringen kann, die Konstruktion vollständig aus Kunststoff für eine Waffe jedoch gänzlich ungeeignet ist. Nach nur einem Testschuss brachen aufgrund des hohen Gasdrucks der Explosion an der Konstruktion sämtliche funktionsrelevanten Teile.
Der Sender 3sat zeigte am 14. November 2013 die in Kooperation mit dem ZDF produzierte Wissenschaftsdokumentation Wie 3D-Druck unsere Welt verändert, in der unter der Aufsicht eines Büchsenmachers versucht wurde, die Kunststoffwaffe mittels eines niedrigpreisigen 3D-Druckers zu reproduzieren. Da die fertige Konstruktion einen stark labilen Eindruck machte, sah der Waffenexperte aus Sicherheitsgründen von einem Test jedoch ab und stufte die Konstruktion als Gefahr für den Schützen ein.

## Weitere Aktivitäten
2017 startete Wilson eine Crowdfunding-Plattform namens Hatreon als alternative zu Plattformen wie Kickstarter, Patreon, PayPal oder Stripe. Hatreon diente vor allem dazu, Menschen zu finanzieren, die von den herkömmlichen Plattformen wegen Verbreitung von Hassbotschaften ausgeschlossen wurden, darunter bekannte Neonazis und Akteure der US-amerikanischen Alt-Right. 2018 ging die Seite offline, nachdem zuvor Zahlungsdienstleister und Domain-Registrare immer wieder Sperren gegen Hatreon erwirkten.

## Verurteilung
Cody Wilson wurde in den USA wegen Kindesmissbrauchs angezeigt, weil er im August 2019 mit einer 16-Jährigen in einem Hotel in Austin Sex gehabt haben soll. Er bekannte sich im September 2019 der „Verletzung eines Kindes“ für schuldig, um einer Gefängnisstrafe zu entgehen. Er muss sich als Sexualstraftäter registrieren lassen, 1200 US-Dollar Strafe sowie 4840 US-Dollar Entschädigung zahlen, 475 Sozialstunden ableisten und wird für sieben Jahre überwacht. In dieser Zeit darf er keinen Alkohol trinken und keine Waffen tragen.